# James G. Scrugham
James G. Scrugham (Lexington, 1880. január 19. – San Diego, 1945. június 23.) az Amerikai Egyesült Államok szenátora (Nevada, 1942–1945).